# کنی کوپر
کنی کوپر (انگلیسی: Kenny Cooper؛ زادهٔ ۲۱ اکتبر ۱۹۸۴) یک بازیکن فوتبال اهل ایالات متحده آمریکا است.
وی همچنین در تیم ملی فوتبال ایالات متحده آمریکا بازی کرده است.